# Resolution 672 des UN-Sicherheitsrates
Die Resolution 672 des UN-Sicherheitsrates ist eine Resolution, die der Sicherheitsrat der Vereinten Nationen in seiner 2948. Sitzung am 12. Oktober 1990 einstimmig beschloss. Nachdem der Rat die Resolutionen des UN-Sicherheitsrates 476 (1980) und 478 (1980) bekräftigt hatte, brachte er seine Besorgnis über die Unruhen auf dem Tempelberg 1990 in Jerusalem zum Ausdruck, die zum Tod von mehr als 20 Palästinensern und zur Verletzung von mehr als 150 Menschen, darunter palästinensische Zivilisten und Gläubige, führten.
Der Rat verurteilte ferner die Aktionen der israelischen Sicherheitskräfte und forderte Israel auf, seinen rechtlichen Verpflichtungen aus dem Vierten Genfer Abkommen nachzukommen. Die Resolution 672 genehmigte auch die Entsendung einer Mission in die Region, um den Vorfall zu untersuchen, und erstattete bis Ende Oktober 1990 Bericht.
Israel lehnte die Resolution ab und sagte, dass es den Angriffen auf jüdische Gläubige an der Klagemauer keine Beachtung schenkte.